# دابرونی
دابرونی (به مجاری:  Dabrony) یک شهرداری در مجارستان است که در وسپرم واقع شده‌است. دابرونی ۱۷ کیلومتر مربع مساحت و ۳۹۹ نفر جمعیت دارد.